# Rekishi monogatari
O rekishi monogatari (歴史物語, também conhecido como conto histórico) é uma categoria da literatura japonesa. Embora estilizado e incluindo elementos lendários e fictícios, os leitores japoneses antes do século XIX tradicionalmente aceitavam e liam o rekishi monogatari, bem como o gunki monogatari e as Seis Histórias Nacionais como relatos históricos literais e cronológicos.